# راگانا، لتونی
راگانا (لیتوانیایی: Ragana) که در زبان آلمانی بدان کرمون (آلمانی: Kremon) گفته می‌شود، روستایی در شهرداری سیگولدا واقع در منطقهٔ ویدزمه کشور لتونی است. در این روستا قلعه‌ای وجود دارد که در سال ۱۲۳۱ میلادی توسط برادران لیوونی شمشیر ساخته شد و اینک در ۷ کیلمتری شرق روستا قرار دارد. این قلعه در سال ۱۵۵۹ در جریان جنگ لیوونی مورد تهاجم نیروهای روسی واقع شد و در سال ۱۶۰۱ تخریب شد تا آنکه بعدها بازسازی شد. این قلعه بار دیگر در جریان جنگ بزرگ شمالی خراب شد و در سال ۱۸۱۷ بازسازی گردید.